# آنتونیو کاربوگنانی
آنتونیو کاربوگنانی (انگلیسی: Antonio Carbognani؛ زادهٔ ۵ نوامبر ۱۹۵۳) بازیکن فوتبال اهل آرژانتین است.
از باشگاه‌هایی که در آن بازی کرده‌است می‌توان به باشگاه ورزشی بارسلونا اشاره کرد.